# Caldwell (Yorkshire du Nord)
Pour les articles homonymes, voir Caldwell.
Caldwell est un village et une paroisse civile du Yorkshire du Nord, en Angleterre.